# ليلى صادق
ليلى صادق (بالإنجليزية: Layla Sadeq) ممثلة مصرية  ظهرت سينمائيًا خلال حقبة الستينيات، وقدمت عددًا من الأدوار الثانوية. بدأت ليلى صادق مشوارها الفني في أواخر الخمسينات من خلال الظهور في فيلم «أنا وأمي» عام 1957 مع رشدي أباظة وتحية كاريوكا وعواطف يوسف وماهر العطار، واختتمته بفيلم «همسات الليل» عام 1977 التي أدت فيه دور «فكيهة» بائعة الشاي التي تستجيب لمحاولة الشاب المعقد نفسيًا طارق (نور الشريف) وتهبه نفسها. لكن شهرتها الحقيقية بدأت في عقد الستينات الذي قدمت فيه معظم أفلامها الهامة، قبل أن تواصل وتقدم أعمالاً أخرى في عقد السبعينات.
خلفت ليلى صادق عند وفاتها في 30 ديسمبر 1995، إضافة إلى أعمالها السينمائية، مسلسلين هما: «أصوات الحب» عام 1979، و«العنكبوت» عام 1973، ومسرحية واحدة هي «مطرب العواطف» عام 1963.

## قائمة أفلامها
فيلم «أنا وأمي» للمخرج عباس كامل عام 1957
فيلم «نساء وذئاب» للمخرج حسام الدين مصطفى عام 1960
فيلم «المراهقات» للمخرج أحمد ضياء الدين عام 1960
فيلم «لا تطفئ الشمس» للمخرج صلاح أبو سيف عام 1961
فيلم «رسالة من امرأة مجهولة» للمخرج صلاح أبو سيف عام 1962
فيلم «الخطايا» للمخرج حسن الإمام عام 1962
فيلم «الحقيبة السوداء» للمخرج حسن الصيفي عام 1962
فيلم «زوجة ليوم واحد» للمخرج السيد زيادة عام 1963
فيلم «نهر الحياة» للمخرج حسن رضا عام 1964
فيلم «شباب وحب ومرح» للمخرج نجدي حافظ عام 1964
فيلم «أبناء للبيع» للمخرج نيازي مصطفى عام 1973
فيلم «حبيبتي شقية جداً» للمخرج نيازي مصطفى عام 1974
فيلم «يوم الأحد الدامي» للمخرج نيازي مصطفى عام 1975
فيلم «بنت اسمها محمود» للمخرج نيازي مصطفى عام  1975
فيلم «الأنثى والذئاب» للمخرج نيازي مصطفى عام  1975
فيلم «نساء تحت الطبع» للمخرج نيازي مصطفى عام  1976
فيلم «همسات الليل» للمخرج حسين حلمي المهندس عام 1977
فيلم «عذراء.. ولكن» للمخرج سيمون صالح عام 1977
فيلم «جنون الحب» للمخرج نادر جلال عام 1977
فيلم «أونكل زيزو حبيبي» للمخرج نيازي مصطفى عام 1977

## وصلات خارجية
- ليلى صادق على موقع IMDb (الإنجليزية)
- ليلى صادق على موقع الدهليز
- ليلى صادق على موقع قاعدة بيانات الأفلام العربية
- ليلى صادق على موقع الدهليز
- ليلى صادق على موقع كاروهات